# Liste des joueurs du KVV Crossing Elewijt
Cette liste reprend les 103 joueurs de football qui ont évolué au KVV Crossing Elewijt (matricule 55) depuis la fondation du club, sous toutes ses appellations :
- FC Ganshoren (1913-1924)
- Crossing FC Ganshoren (1924-1959)
- Royal Crossing de Molenbeek (1959-1969)
- Royal Crossing de Schaerbeek (1969-1983)
- Royal Crossing Elewijt (1983-1991)
- KVV Crossing Elewijt (1991-...)

Date de mise à jour des joueurs et de leurs statistiques : 11 décembre 2012
- Haut – A
- B
- C
- D
- E
- F
- G
- H
- I
- J
- K
- L
- M
- N
- O
- P
- Q
- R
- S
- T
- U
- V
- W
- X
- Y
- Z

## A
| Joueur             | Nationalité | Position          | Date de naissance | Période(s) | Matches (dont D1) | Buts | Jaunes | Rouges |
| ------------------ | ----------- | ----------------- | ----------------- | ---------- | ----------------- | ---- | ------ | ------ |
| Christian Andersen | Danemark    | Milieu de terrain | 28/09/1944        | 1972-1975  | 0 (0)             | 0    | 0      | 0      |

## B
| Joueur             | Nationalité | Position | Date de naissance | Période(s) | Matches (dont D1) | Buts | Jaunes | Rouges |
| ------------------ | ----------- | -------- | ----------------- | ---------- | ----------------- | ---- | ------ | ------ |
| Roland Backaert    | Belgique    | ?        | 9/12/1961         | 1978-1979  | 0 (0)             | 0    | 0      | 0      |
| Haziz Bakalli      | Belgique    | ?        | 22/02/1951        | 1969-1977  | 0 (0)             | 0    | 0      | 0      |
| Miftar Bakalli     | Belgique    | ?        | 1/03/1953         | 1972-1975  | 26 (26)           | 0    | 0      | 0      |
| Sherif Bakalli     | Belgique    | ?        | 6/08/1957         | 1976-1978  | 0 (0)             | 0    | 0      | 0      |
| Orhan Bayrak       | Belgique    | ?        | 15/12/1962        | 1979-1981  | 0 (0)             | 0    | 0      | 0      |
| Michel Beghin      | Belgique    | ?        | ?                 | 1969-1970  | 1 (1)             | 0    | 0      | 0      |
| Francesco Benedito | Belgique    | ?        | 18/04/1948        | 1969-1970  | 0 (0)             | 0    | 0      | 0      |
| José Benoît        | Belgique    | ?        | ?                 | 1969-1970  | 3 (3)             | 0    | 0      | 0      |
| Éric Beyrens       | Belgique    | ?        | 31/10/1949        | 1971-1973  | 0 (0)             | 0    | 0      | 0      |

## C
| Joueur                | Nationalité | Position  | Date de naissance | Période(s) | Matches (dont D1) | Buts | Jaunes | Rouges |
| --------------------- | ----------- | --------- | ----------------- | ---------- | ----------------- | ---- | ------ | ------ |
| Alain Chambon         | Belgique    | ?         | 4/01/1960         | 1979-1980  | 0 (0)             | 0    | 0      | 0      |
| Roger Claessen        | Belgique    | Attaquant | 27/09/1941        | 1972-1974  | 0 (0)             | 0    | 0      | 0      |
| Marc Cneudt           | Belgique    | ?         | 23/02/1957        | 1974-1975  | 0 (0)             | 0    | 0      | 0      |
| Germinal Collado Ruiz | Belgique    | ?         | 15/10/1961        | 1979-1980  | 0 (0)             | 0    | 0      | 0      |
| Rik Coppens           | Belgique    | Attaquant | 29/04/1930        | 1962-1967  | 0 (0)             | 0    | 0      | 0      |
| Jean Cornelis         | Belgique    | Défenseur | 2/08/1941         | 1972-1973  | 0 (0)             | 0    | 0      | 0      |

## D
| Joueur                  | Nationalité | Position | Date de naissance | Période(s) | Matches (dont D1) | Buts | Jaunes | Rouges |
| ----------------------- | ----------- | -------- | ----------------- | ---------- | ----------------- | ---- | ------ | ------ |
| Roland Danesin          | Belgique    | ?        | 18/08/1948        | 1969-1975  | 0 (0)             | 0    | 0      | 0      |
| Jean-Pierre De Bosscher | Belgique    | ?        | ?                 | 1973-1974  | 0 (0)             | 0    | 0      | 0      |
| Roger De Condé          | Belgique    | ?        | 18/07/1940        | 1969-1971  | 0 (0)             | 0    | 0      | 0      |
| Roger De Jonghe         | Belgique    | ?        | ?                 | 1971-1972  | 0 (0)             | 0    | 0      | 0      |
| Georges De Moor         | Belgique    | ?        | 3/12/1946         | 1969-1974  | 0 (0)             | 0    | 0      | 0      |
| Jacques Delentdecker    | Belgique    | ?        | 11/11/1948        | 1969-1970  | 5 (5)             | 0    | 0      | 0      |
| Raymond Deprez          | Belgique    | ?        | 4/09/1956         | 1974-1975  | 0 (0)             | 0    | 0      | 0      |
| Michel Desmecht         | Belgique    | ?        | 10/01/1950        | 1974-1975  | 0 (0)             | 0    | 0      | 0      |
| Camille Dimmer          | Luxembourg  | ?        | 20/04/1939        | 1960-1966  | 0 (0)             | 0    | 0      | 0      |
| André Duchêne           | Belgique    | ?        | ?                 | 1959-1960  | 0 (0)             | 0    | 0      | 0      |
| Pascal Durieux          | Belgique    | ?        | 30/12/1962        | 1979-1982  | 0 (0)             | 0    | 0      | 0      |

## E
| Joueur       | Nationalité | Position | Date de naissance | Période(s) | Matches (dont D1) | Buts | Jaunes | Rouges |
| ------------ | ----------- | -------- | ----------------- | ---------- | ----------------- | ---- | ------ | ------ |
| Serge Evrard | Belgique    | ?        | 26/08/1950        | 1974-1975  | 0 (0)             | 0    | 0      | 0      |

## F
| Joueur            | Nationalité | Position          | Date de naissance | Période(s) | Matches (dont D1) | Buts | Jaunes | Rouges |
| ----------------- | ----------- | ----------------- | ----------------- | ---------- | ----------------- | ---- | ------ | ------ |
| Frederic Fantoni  | Belgique    | ?                 | 13/12/1955        | 1974-1977  | 0 (0)             | 0    | 0      | 0      |
| Emilio Ferrera    | Belgique    | Milieu de terrain | 19/06/1967        | 1978-1982  | 0 (0)             | 0    | 0      | 0      |
| Francesco Ferrera | Belgique    | ?                 | 29/01/1955        | 1972-1977  | 8 (8)             | 1    | 0      | 0      |
| Manu Ferrera      | Belgique    | Attaquant         | 21/10/1958        | 1979-1980  | 0 (0)             | 0    | 0      | 0      |
| Mohamed Fontaine  | Belgique    | ?                 | 4/03/1959         | 1977-1982  | 0 (0)             | 0    | 0      | 0      |
| Antoine Franckx   | Belgique    | Attaquant         | 3/01/1909         | 1938-1946  | 0 (0)             | 0    | 0      | 0      |

## G
| Joueur             | Nationalité | Position  | Date de naissance | Période(s) | Matches (dont D1) | Buts | Jaunes | Rouges |
| ------------------ | ----------- | --------- | ----------------- | ---------- | ----------------- | ---- | ------ | ------ |
| Alvaro Galindo     | Belgique    | ?         | ?                 | 1969-1971  | 0 (0)             | 0    | 0      | 0      |
| Patrick Gallemaers | Belgique    | ?         | 7/11/1960         | 1977-1978  | 0 (0)             | 0    | 0      | 0      |
| Eddy Geerts        | Belgique    | ?         | 28/05/1957        | 1978-1979  | 0 (0)             | 0    | 0      | 0      |
| Robert Gérard      | Belgique    | Défenseur | 23/12/1920        | 1938-1939  | 0 (0)             | 0    | 0      | 0      |
| Marc Gody          | Belgique    | ?         | ?                 | 1979-1983  | 0 (0)             | 0    | 0      | 0      |
| Eddy Goossens      | Belgique    | ?         | ?                 | 1970-1972  | 0 (0)             | 0    | 0      | 0      |
| Hacik Gulec        | Belgique    | ?         | 21/07/1957        | 1978-1979  | 0 (0)             | 0    | 0      | 0      |

## H
| Joueur                 | Nationalité | Position | Date de naissance | Période(s) | Matches (dont D1) | Buts | Jaunes | Rouges |
| ---------------------- | ----------- | -------- | ----------------- | ---------- | ----------------- | ---- | ------ | ------ |
| Francisco Herrera Mata | Belgique    | ?        | 22/04/1959        | 1978-1982  | 0 (0)             | 0    | 0      | 0      |

## I
| Joueur               | Nationalité | Position | Date de naissance | Période(s) | Matches (dont D1) | Buts | Jaunes | Rouges |
| -------------------- | ----------- | -------- | ----------------- | ---------- | ----------------- | ---- | ------ | ------ |
| Robert Immens        | Belgique    | ?        | 7/05/1951         | 1972-1974  | 39 (10)           | 1    | 0      | 0      |
| Galvez Jorge Infante | Belgique    | ?        | ?                 | 1973-1975  | 0 (0)             | 0    | 0      | 0      |

## J
| Joueur                   | Nationalité | Position | Date de naissance | Période(s) | Matches (dont D1) | Buts | Jaunes | Rouges |
| ------------------------ | ----------- | -------- | ----------------- | ---------- | ----------------- | ---- | ------ | ------ |
| Jean-Pierre Janssens     | Belgique    | ?        | 16/09/1937        | 1965-1967  | 0 (0)             | 0    | 0      | 0      |
| Jesus-Maria Jordan-Orbre | Belgique    | ?        | ?                 | 1969-1970  | 2 (2)             | 0    | 0      | 0      |

## K
| Joueur            | Nationalité | Position          | Date de naissance | Période(s) | Matches (dont D1) | Buts | Jaunes | Rouges |
| ----------------- | ----------- | ----------------- | ----------------- | ---------- | ----------------- | ---- | ------ | ------ |
| Selahattin Karasu | Belgique    | ?                 | ?                 | 1971-1973  | 0 (0)             | 0    | 0      | 0      |
| Ali Karoui        | Belgique    | ?                 | ?                 | 1979-1980  | 0 (0)             | 0    | 0      | 0      |
| Károly Krémer     | Hongrie     | Milieu de terrain | 8/02/1947         | 1970-1972  | 69 (69)           | 17   | 0      | 0      |

## L
| Joueur              | Nationalité | Position          | Date de naissance | Période(s) | Matches (dont D1) | Buts | Jaunes | Rouges |
| ------------------- | ----------- | ----------------- | ----------------- | ---------- | ----------------- | ---- | ------ | ------ |
| Farid Laalouti      | Belgique    | ?                 | 4/04/1963         | 1982-1983  | 0 (0)             | 0    | 0      | 0      |
| Daniel Laes         | Belgique    | ?                 | 6/11/1957         | 1980-1981  | 0 (0)             | 0    | 0      | 0      |
| Eddy Leclercq       | Belgique    | ?                 | 12/06/1960        | 1978-1980  | 0 (0)             | 0    | 0      | 0      |
| Georges Leekens     | Belgique    | Défenseur         | 18/05/1949        | 1970-1972  | 0 (0)             | 0    | 0      | 0      |
| René Leekens        | Belgique    | ?                 | 8/01/1947         | 1970-1975  | 4 (4)             | 0    | 0      | 0      |
| Michel Lefebvre     | Belgique    | ?                 | 5/05/1962         | 1979-1983  | 0 (0)             | 0    | 0      | 0      |
| Jean-Marie Lemaitre | Belgique    | ?                 | 15/08/1946        | 1976-1978  | 0 (0)             | 0    | 0      | 0      |
| Marc Lenglet        | Belgique    | ?                 | 18/10/1964        | 1982-1983  | 0 (0)             | 0    | 0      | 0      |
| Marcel Lismond      | Belgique    | ?                 | 17/02/1942        | 1969-1975  | 0 (0)             | 0    | 0      | 0      |
| Abdelkhalek Louzani | Maroc       | Milieu de terrain | 13/07/1945        | 1969-1975  | 0 (0)             | 0    | 0      | 0      |

## M
| Joueur                  | Nationalité     | Position          | Date de naissance | Période(s) | Matches (dont D1) | Buts | Jaunes | Rouges |
| ----------------------- | --------------- | ----------------- | ----------------- | ---------- | ----------------- | ---- | ------ | ------ |
| Habib Majeri            | Belgique        | ?                 | 14/12/1951        | 1974-1977  | 0 (0)             | 0    | 0      | 0      |
| Guido Mallants          | Belgique        | Attaquant         | 15/11/1946        | 1969-1971  | 0 (0)             | 0    | 0      | 0      |
| Salvador Mammana Neto   | Brésil          | Attaquant         | 15/09/1952        | 1972-1975  | 80 (80)           | 29   | 0      | 0      |
| Saturnino Marquez Soria | Belgique        | ?                 | 8/03/1950         | 1974-1975  | 0 (0)             | 0    | 0      | 0      |
| Josef Masopust          | Tchécoslovaquie | Milieu de terrain | 9/02/1931         | 1968-1970  | 68 (0)            | 29   | 0      | 0      |
| Jean-Pierre Mathieu     | Belgique        | ?                 | 17/06/1948        | 1976-1977  | 0 (0)             | 0    | 0      | 0      |
| Robert Mesmaeckers      | Belgique        | ?                 | 9/03/1950         | 1971-1975  | 0 (0)             | 0    | 0      | 0      |
| Jean-Pierre Michotte    | Belgique        | ?                 | 22/03/1947        | 1969-1971  | 0 (0)             | 0    | 0      | 0      |
| Jean-Paul Mortier       | Belgique        | ?                 | 10/09/1963        | 1982-1983  | 0 (0)             | 0    | 0      | 0      |

## N
| Joueur          | Nationalité | Position | Date de naissance | Période(s) | Matches (dont D1) | Buts | Jaunes | Rouges |
| --------------- | ----------- | -------- | ----------------- | ---------- | ----------------- | ---- | ------ | ------ |
| Bernard Nicaise | Belgique    | ?        | 25/05/1956        | 1980-1982  | 0 (0)             | 0    | 0      | 0      |

## P
| Joueur                  | Nationalité | Position  | Date de naissance | Période(s) | Matches (dont D1) | Buts | Jaunes | Rouges |
| ----------------------- | ----------- | --------- | ----------------- | ---------- | ----------------- | ---- | ------ | ------ |
| Philippe Pira           | Belgique    | Attaquant | 26071956          | 1980-1981  | 20 (0)            | 10   | 0      | 0      |
| Dorian Pangrazio        | Belgique    | ?         | 5/09/1962         | 1979-1980  | 0 (0)             | 0    | 0      | 0      |
| Pascal Parent           | Belgique    | ?         | 30/09/1964        | 1981-1982  | 0 (0)             | 0    | 0      | 0      |
| Francesco Paulino Filho | Belgique    | ?         | 1/08/1944         | 1973-1979  | 0 (0)             | 0    | 0      | 0      |
| Manuel Pichulman        | Chili       | ?         | 14/09/1952        | 1978-1979  | 0 (0)             | 0    | 0      | 0      |
| Christian Prud'homme    | Belgique    | ?         | 27/09/1957        | 1979-1980  | 0 (0)             | 0    | 0      | 0      |
| Henri Put               | Belgique    | ?         | ?                 | 1973-1974  | 0 (0)             | 0    | 0      | 0      |
| Alain Putmans           | Belgique    | ?         | 26/03/1964        | 1982-1983  | 0 (0)             | 0    | 0      | 0      |

## R
| Joueur          | Nationalité | Position | Date de naissance | Période(s) | Matches (dont D1) | Buts | Jaunes | Rouges |
| --------------- | ----------- | -------- | ----------------- | ---------- | ----------------- | ---- | ------ | ------ |
| Marcel Roeykens | Belgique    | ?        | 16/03/1933        | 1957-1961  | 0 (0)             | 0    | 0      | 0      |

## S
| Joueur                         | Nationalité | Position          | Date de naissance | Période(s) | Matches (dont D1) | Buts | Jaunes | Rouges |
| ------------------------------ | ----------- | ----------------- | ----------------- | ---------- | ----------------- | ---- | ------ | ------ |
| Nacan Sassi                    | Belgique    | ?                 | 29/04/1955        | 1981-1982  | 0 (0)             | 0    | 0      | 0      |
| Frank Schrauwen                | Belgique    | Défenseur         | 4/07/1948         | 1970-1973  | 0 (0)             | 0    | 0      | 0      |
| Abdurahim Selim                | Belgique    | ?                 | 27/07/1955        | 1978-1979  | 0 (0)             | 0    | 0      | 0      |
| Guy Sempels                    | Belgique    | ?                 | ?                 | 1974-1975  | 0 (0)             | 0    | 0      | 0      |
| Jean-Pierre Smits              | Belgique    | ?                 | ?                 | 1963-1964  | 0 (0)             | 0    | 0      | 0      |
| Jos Smolders                   | Belgique    | Gardien de but    | 18/01/1941        | 1970-1975  | 0 (0)             | 0    | 0      | 0      |
| José Roberto Edmundo Sperandio | Belgique    | ?                 | 2/12/1947         | 1973-1975  | 0 (0)             | 0    | 0      | 0      |
| Eduardo Suarez Torres          | Belgique    | ?                 | 13/12/1959        | 1978-1983  | 0 (0)             | 0    | 0      | 0      |
| Gérard Sulon                   | Belgique    | Milieu de terrain | 3/04/1938         | 1970-1973  | 0 (0)             | 0    | 0      | 0      |
| Roger Surkijn                  | Belgique    | ?                 | 10/05/1961        | 1978-1983  | 0 (0)             | 0    | 0      | 0      |

## T
| Joueur             | Nationalité | Position  | Date de naissance | Période(s) | Matches (dont D1) | Buts | Jaunes | Rouges |
| ------------------ | ----------- | --------- | ----------------- | ---------- | ----------------- | ---- | ------ | ------ |
| Guy Tonon          | Belgique    | ?         | ?                 | 1974-1975  | 0 (0)             | 0    | 0      | 0      |
| Philippe Torrekens | Belgique    | ?         | ?                 | 1982-1983  | 0 (0)             | 0    | 0      | 0      |
| Louis Trypsteen    | Belgique    | Défenseur | 29/04/1924        | 1949-1953  | 0 (0)             | 0    | 0      | 0      |

## V
| Joueur                  | Nationalité | Position          | Date de naissance | Période(s) | Matches (dont D1) | Buts | Jaunes | Rouges |
| ----------------------- | ----------- | ----------------- | ----------------- | ---------- | ----------------- | ---- | ------ | ------ |
| Paul Van Den Berg       | Belgique    | Milieu de terrain | 11/10/1936        | 1969-1970  | 0 (0)             | 0    | 0      | 0      |
| Maurice Van Den Steen   | Belgique    | ?                 | 27/04/1948        | 1970-1979  | 0 (0)             | 0    | 0      | 0      |
| Eric Van Geyte          | Belgique    | ?                 | 20/10/1960        | 1977-1980  | 0 (0)             | 0    | 0      | 0      |
| Alain Van Kemseke       | Belgique    | ?                 | 29/06/1954        | 1975-1977  | 0 (0)             | 0    | 0      | 0      |
| Gino Vandendriessche    | Belgique    | ?                 | ?                 | 1982-1983  | 0 (0)             | 0    | 0      | 0      |
| Michel Vanderloop       | Belgique    | ?                 | 10/08/1946        | 1971-1975  | 0 (0)             | 0    | 0      | 0      |
| Michel Vandevelde       | Belgique    | ?                 | 25/02/1957        | 1973-1981  | 0 (0)             | 0    | 0      | 0      |
| Jean-Jacques Vandewalle | Belgique    | ?                 | 30/08/1956        | 1974-1976  | 0 (0)             | 0    | 0      | 0      |

## W
| Joueur        | Nationalité | Position       | Date de naissance | Période(s) | Matches (dont D1) | Buts | Jaunes | Rouges |
| ------------- | ----------- | -------------- | ----------------- | ---------- | ----------------- | ---- | ------ | ------ |
| Félix Week    | Belgique    | Gardien de but | 6/01/1929         | 1961-1963  | 0 (0)             | 0    | 0      | 0      |
| Benoît Winand | Belgique    | ?              | 22/05/1962        | 1979-1980  | 0 (0)             | 0    | 0      | 0      |
| Louis Woumans | Belgique    | ?              | ?                 | 1974-1975  | 0 (0)             | 0    | 0      | 0      |

## Z
| Joueur         | Nationalité | Position  | Date de naissance | Période(s) | Matches (dont D1) | Buts | Jaunes | Rouges |
| -------------- | ----------- | --------- | ----------------- | ---------- | ----------------- | ---- | ------ | ------ |
| Slaven Zambata | Yougoslavie | Attaquant | 24/09/1940        | 1969-1971  | 23 (23)           | 3    | 0      | 0      |